# 구례중학교
구례중학교(求禮中學校)는 대한민국 전라남도 구례군 구례읍 봉서리에 있는 공립 중학교이다.

## 학교 연혁
- 1946년 3월 5일 : 구례중학교 개교
- 1947년 3월 20일 : 초대 조용훈 교장 부임
- 1983년 12월 2일 : 지리관 신축
- 1985년 1월 25일 : 본관 24실 개축
- 1992년 2월 23일 : 별관 6실 증축
- 2023년 3월 1일 : 제34대 김은정 교장 부임
- 2025년 1월 8일 : 제78회 71명 졸업 (18,768명)
- 2025년 3월 4일 : 신입생 53명 입학

## 참고 자료
- 구례중학교 - 한국교육학술정보원 학교알리미